# Banca di Varese
La Banca di Varese di Depositi e Conti Correnti è stata una storica banca d'investimento di Varese, la prima banca di depositi ed unica ad operare nel territorio varesino fino ai primi del '900. 

## Storia
Fondata a Varese nel 1873, opera immediatamente inserendosi nel mercato internazionale. I principali clienti ed investitori erano aziende di Milano. Con la crisi pre-guerra le imprese di cui la banca aveva delle ingenti quote finiscono in una profonda crisi, trascinando la Banca di Varese verso il fallimento avvenuto nel 1913. Tra i principali azionisti della banca vi sono gli Spangher proprietari di un gruppo industriale di cui faceva parte la Società Ceramica Lombarda. 